# Villa Schuler
Le villa Schuler (en hongrois : Schuler-villa) est un édifice situé dans le 14e arrondissement de Budapest.